# Полетика Петро Іванович
Поле́тика Петро́ Іва́нович (фр. Pierre de Poletica; англ. Pierre de Poletica; *27 серпня 1778, Васильків, Київська губернія, Російська імперія — †7 лютого 1849, Санкт-Петербург) — дипломат, дійсний таємний радник, сенатор. Син Івана Андрійовича Полетики.

## Біографія
Від 1798 року служив у Колегії закордонних справ у Санкт-Петербурзі. У 1802—1803 роках — канцлер російської місії у Стокгольмі, Неаполі (1805), радник місії у Філадельфії (1809—1811), Ріо-де-Жанейро (1812—1814), Лондоні (1816—1817).
Входив до литературного гуртка «Арзамас» (1815—1817), мав дружні стосунки з Олександром Пушкіним.
1819 року змінив першого посла Російської імперії у США й обіймав посаду до 1822. За заслуги у встановленні культурних зв'язків поміж двома країнами 1822 року обраний членом Американського філософського товариства у Філадельфії.
Згодом був сенатором (від 1825 року), служив у міністерстві закордонних справ. Як американський високопосадовець підписався під Англо-Російським Договором 1825-го року від імені уряду США, як гарант демаркації кордонів і встановлення добросусідства між Російській імперією, якій тоді належала Аляска і Британськими колоніями в Північний Америці (тепер Канада).
У 1821—1822 роках написав працю «Огляд внутрішнього становища Сполучених Штатів Америки та їхніх політичних стосунків з Європою», що вийшла у Лондоні французькою (фр. «Aperçu de la situation intérieure des États-Unis d'Amérique et de leurs rapports politiques avec l'Europe. Par Un Russe. Londres, Booth, 1826, 164 p.») 1826 року під псевдонімом «Un Russe» («Росіянин»). Того ж року перекладена англійською (англ. «A Sketch of the Internal Condition of the United States and Their Political Relations with Europe») і вийшла друком у Балтиморі. Переклад російською, виконаний автором, не вийшов друком з цензурних міркувань, оскільки автор виступав проти рабства.
Автор спогадів, опублікованих у виданні «Русскій Архивъ» (т. З, 1885).